# Супонево (Одинцовский район)
Супо́нево — деревня в Одинцовском городском округе Московской области, в составе сельского поселения Ершовское. Население 89 человек на 2006 год, в деревне числятся 3 садовых товарищества. До 2006 года Супонево входило в состав Ершовского сельского округа.
Также есть Супонево — микрорайон Звенигорода, тоже в Одинцовском городском округе.
Деревня расположена на северо-западе района, практически — северный пригород Звенигорода, высота центра над уровнем моря 193 м.
Впервые в исторических документах Супонево встречается в писцовой книге 1558 года, как вотчина князя Василия Михайловича Троекурова. По описанию 1624 года в сельце Супонево числился «двор крестьянский и двор бобыльский, людей в них 6 человек», а по переписи 1678 года — деревня в вотчине Савво-Сторожевского монастыря. После секуляризационной реформы 1764 года деревня Супонево числилась в Покровской волости, на 1800 год в ней было 16 дворов, 78 мужчин и 87 женщин, на 1890 год — 294 человека. По Всесоюзной переписи 17 декабря 1926 года числилось 80 хозяйств и 395 жителей, по переписи 1989 года — 79 хозяйств и 106 жителей.